# Подружжя по сусідству
"Подружжя по сусідству" — це психологічний трилер канадської писемниці Шарі Лапена. Основна сюжетна лінія обертається навколо загадкового зникнення маленької дівчинки, що призводить до шокуючих відкриттів про життя її батьків та їх сусідів.

## Сюжет
Книга починається з того, що подружжя, яке щойно переїхало в новий район, стає свідком таємничої зникнення. У пошуках правди про зниклу дитину, герої з'ясовують, що кожен із них має свої таємниці, які можуть бути пов’язані з цією трагедією. В процесі розслідування читач занурюється в атмосферу напруження та недовіри, адже виявляється, що люди, яких вони вважали друзями, можуть бути зовсім іншими.

## Відгуки
Подружжя по сусідству" отримала численні позитивні відгуки як від критиків, так і від читачів. Книга відзначається своїм непередбачуваним сюжетом та глибоким психологічним аналізом персонажів. Багато читачів відзначають, що вона тримає в напрузі до самого кінця, залишаючи незабутнє враження.

## В масовій культурі
Враховуючи успіх книги, виявляється великий інтерес до можливого екранізації, що підкреслює популярність твору серед сучасних читачів.